# Villa Wilder-Mann-Straße 29

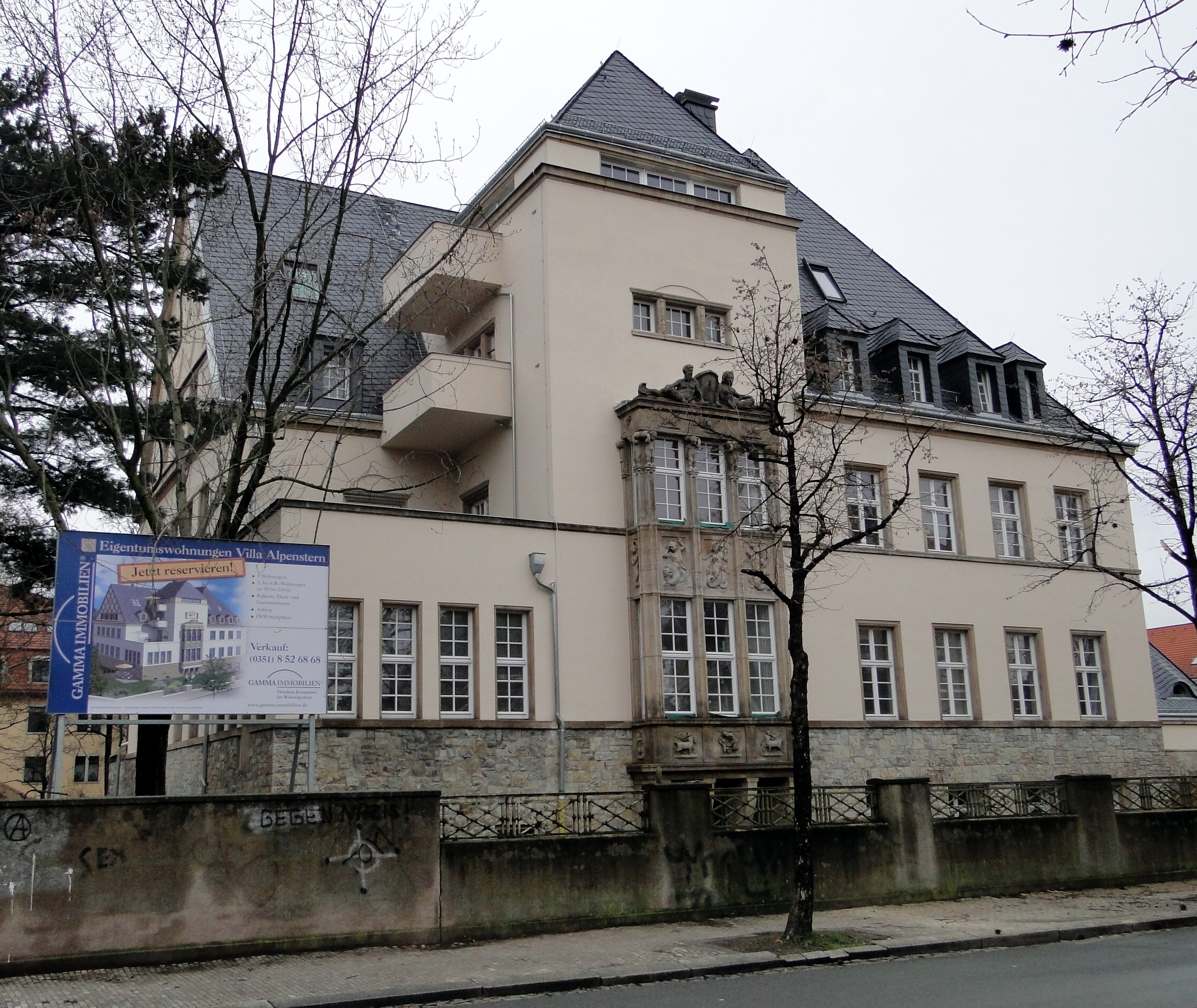
Villa Wilder-Mann-Straße 29

Die Villa Wilder-Mann-Straße 29, auch Hörmann-Villa, ist ein denkmalgeschütztes Gebäude in Dresden-Trachau.

## Beschreibung
Der Bau wurde von 1911 bis 1912 kurz vor Ausbruch des Ersten Weltkrieges für den Unternehmer Max Ludwig Hörmann erbaut. Er betrieb die Keks-, Waffel- und Schokoladenfabrik auf der Sternstraße in Mickten, die in den 1930er-Jahren der größte deutsche Waffelproduzent war. Als Hörmann verstarb, kaufte in den 1920er-Jahren ein Sägewerksbesitzer die Villa und nutzte diese als Wohnung. Nach dem Zweiten Weltkrieg hatte die sowjetische Ortskommandantur für Trachau und Trachenberge hier ihren Sitz. Zwischenzeitlich als Möbellager genutzt, wurde die Villa von 1958 bis 1995 als erste Kindertagesstätte Trachaus genutzt. Die Villa stand seit 1995 leer.
Von 2008 bis März 2010 erfolgte die denkmalgerechte Sanierung der Villa, die im Inneren neu aufgeteilt wurde. In der Einfamilienvilla entstanden zehn Einzelwohnungen zwischen 45 und 210 Quadratmetern. Das Treppenhaus besitzt Holztäfelungen und Stuckdecken.

## Vor der Sanierung

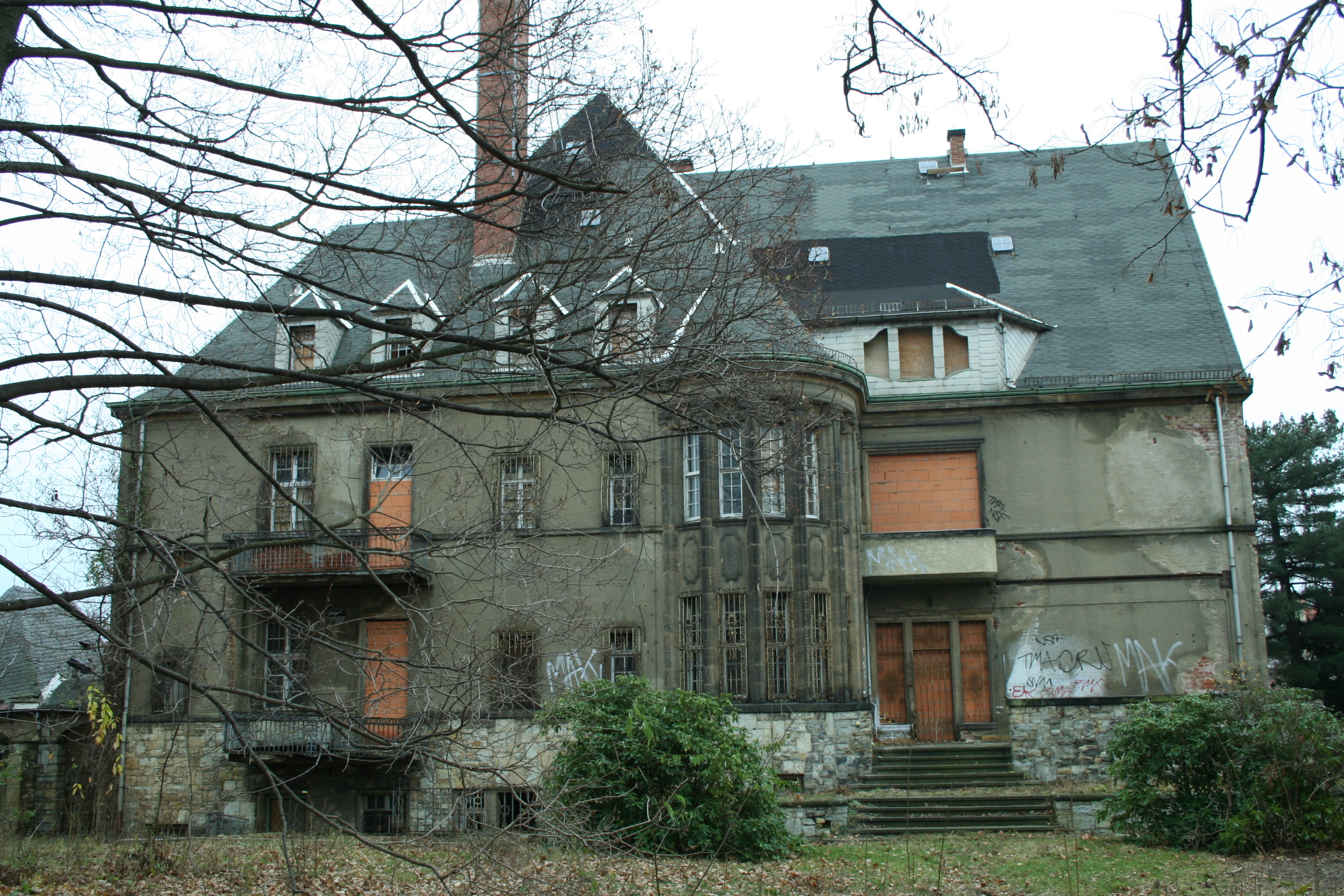
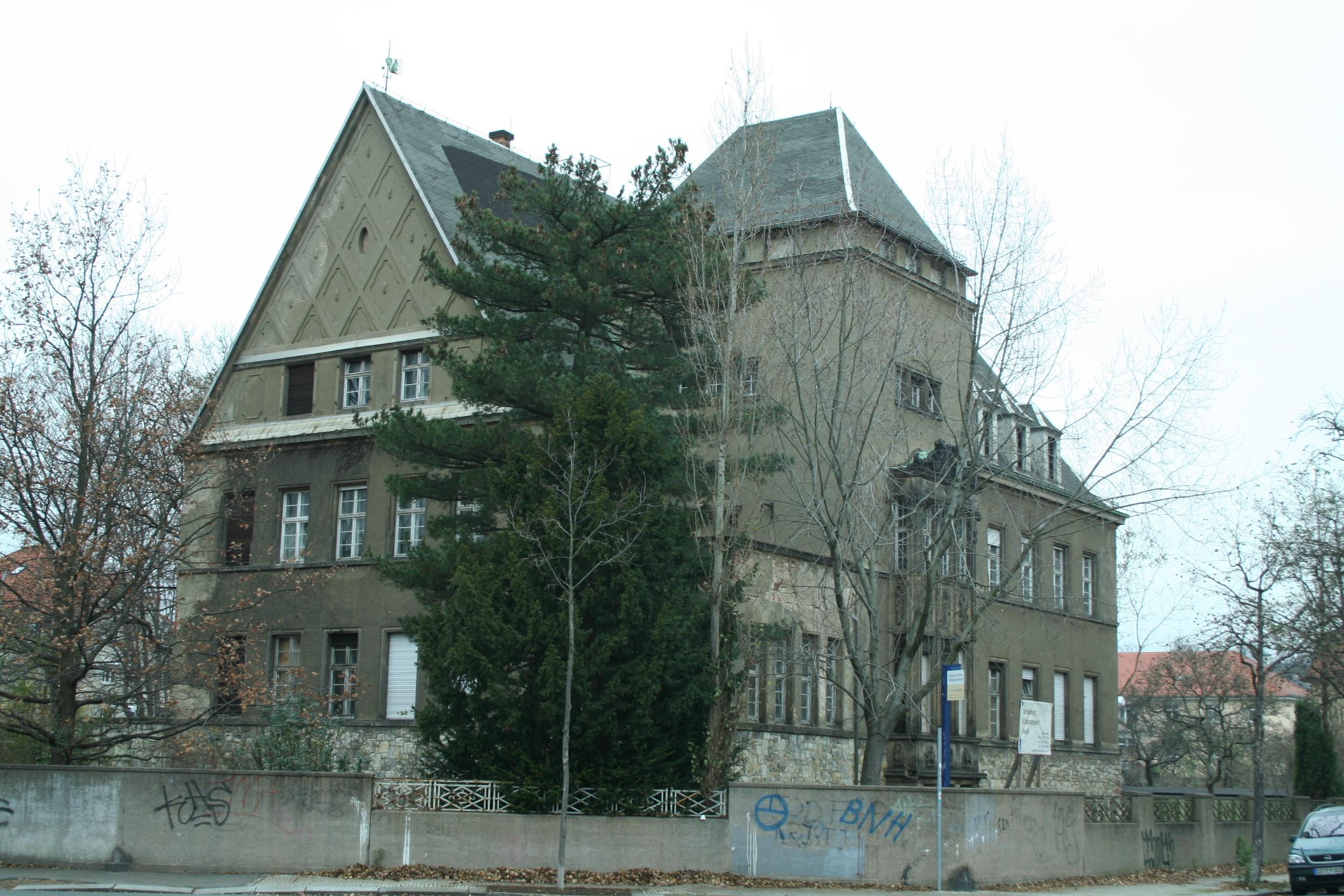
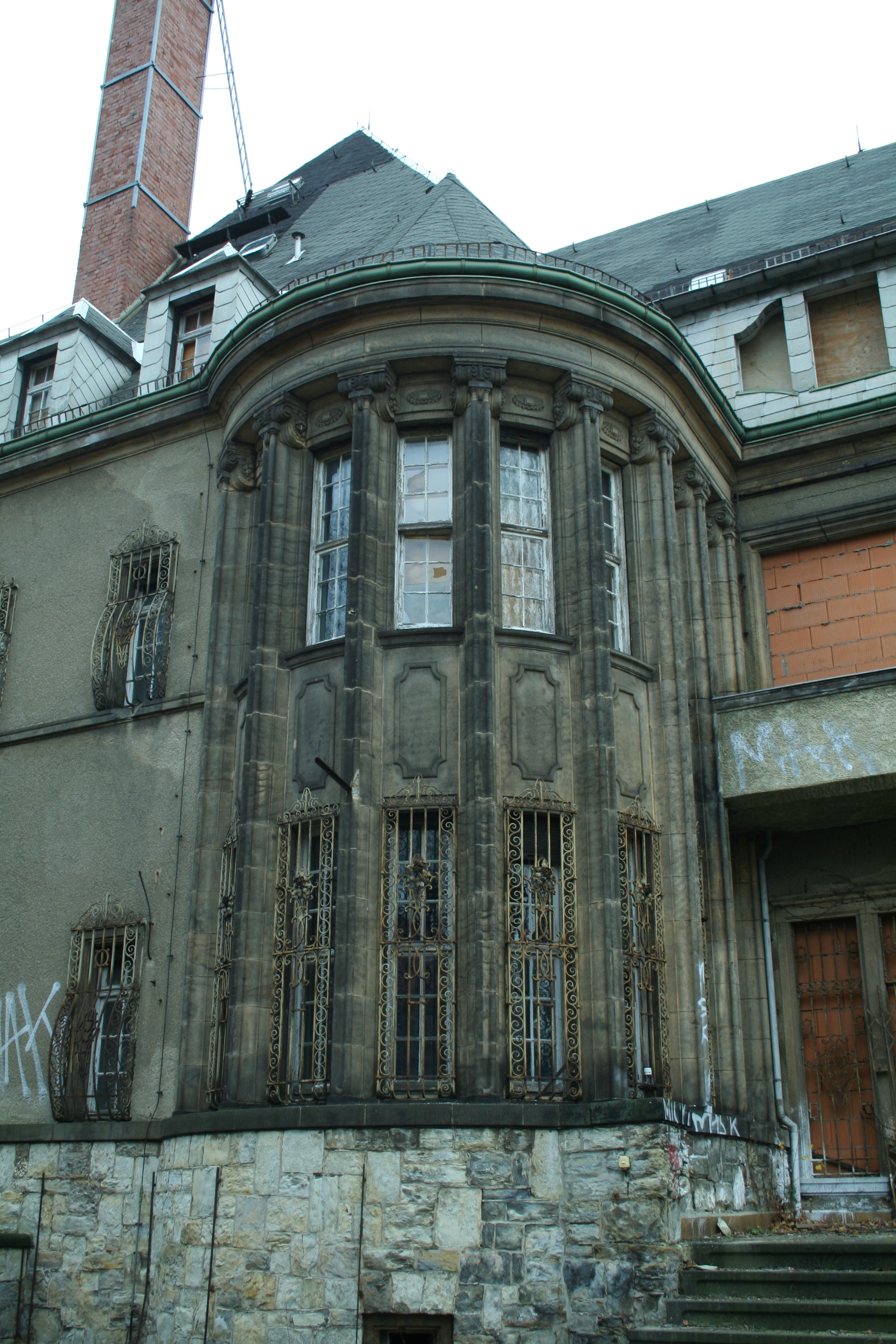
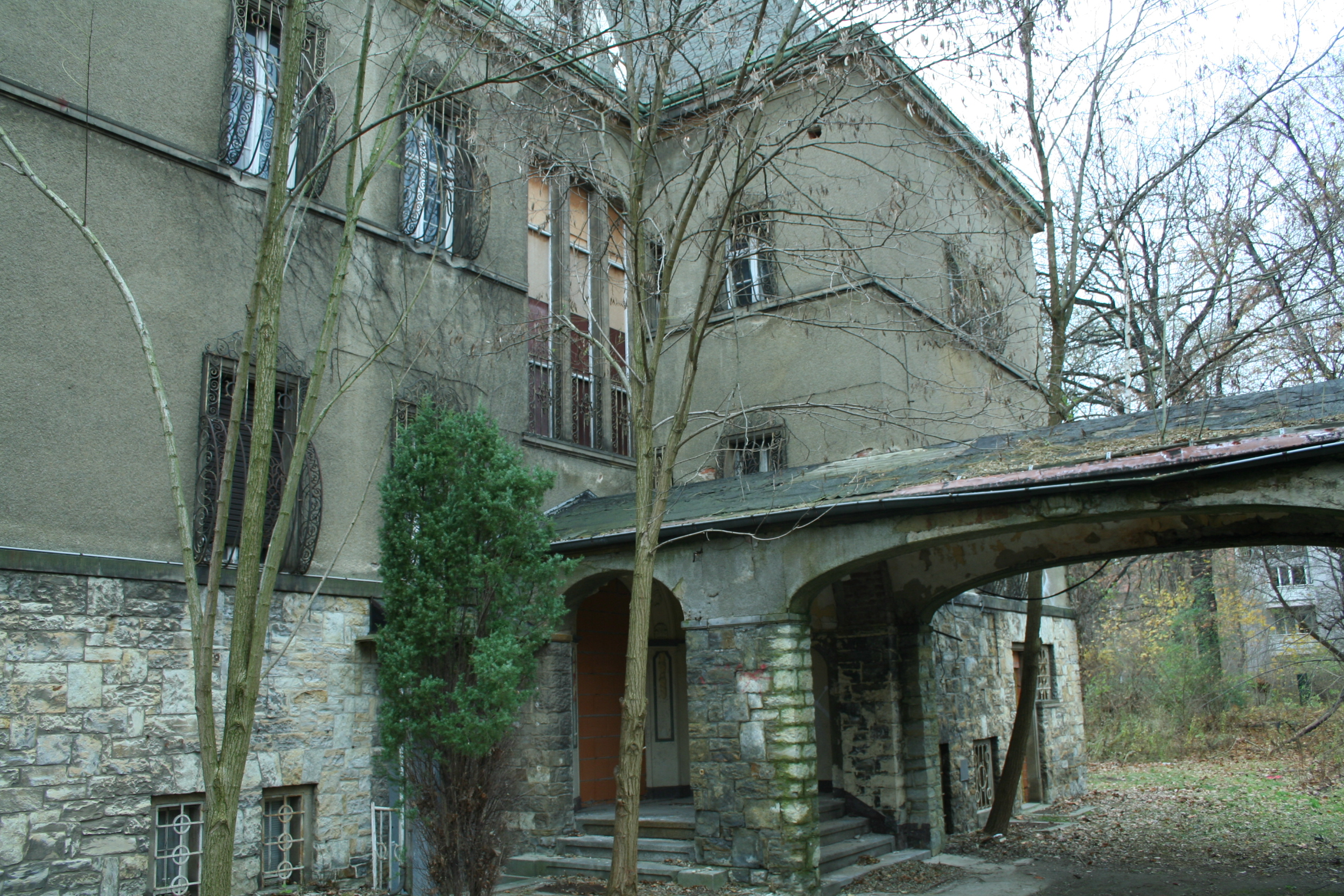
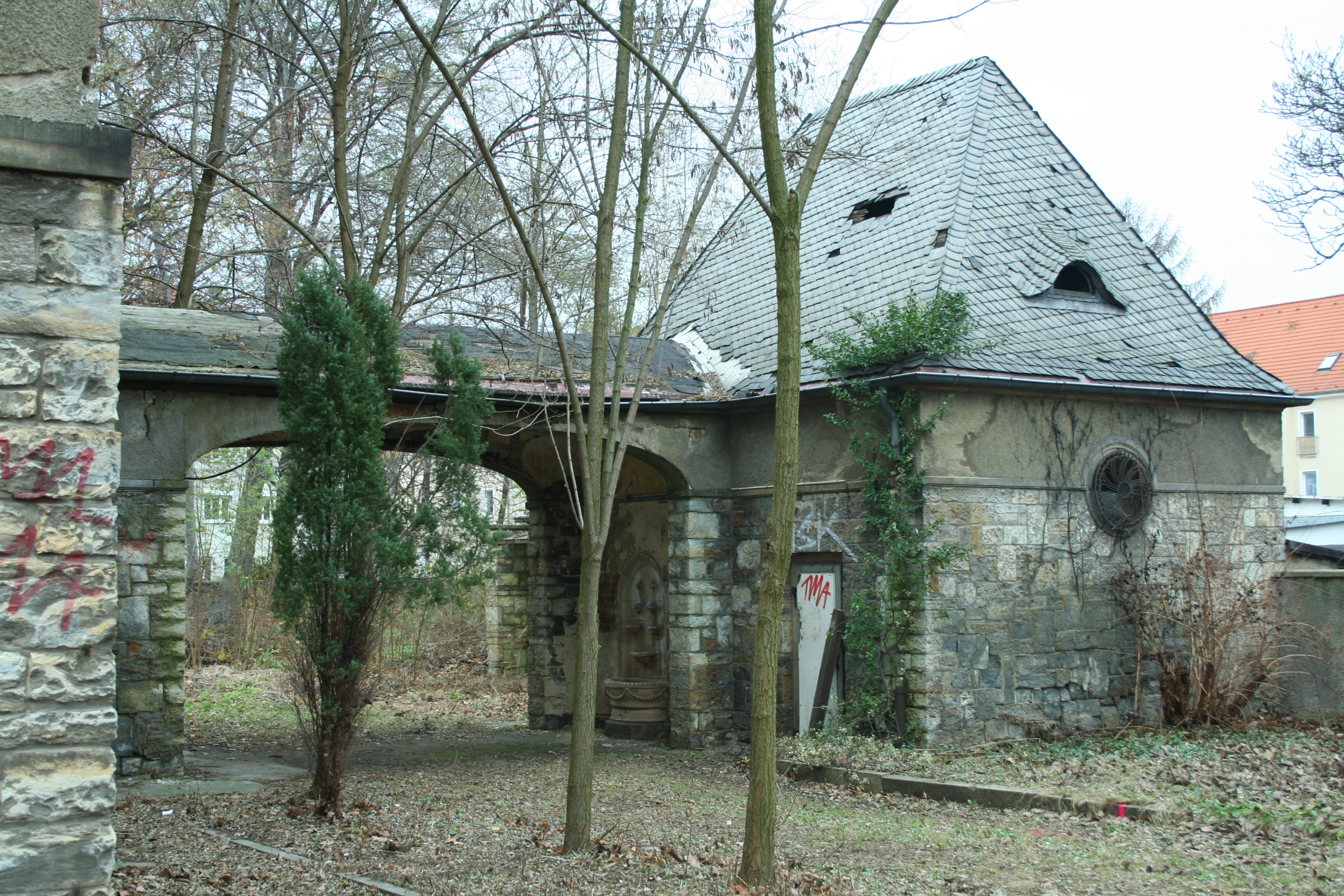
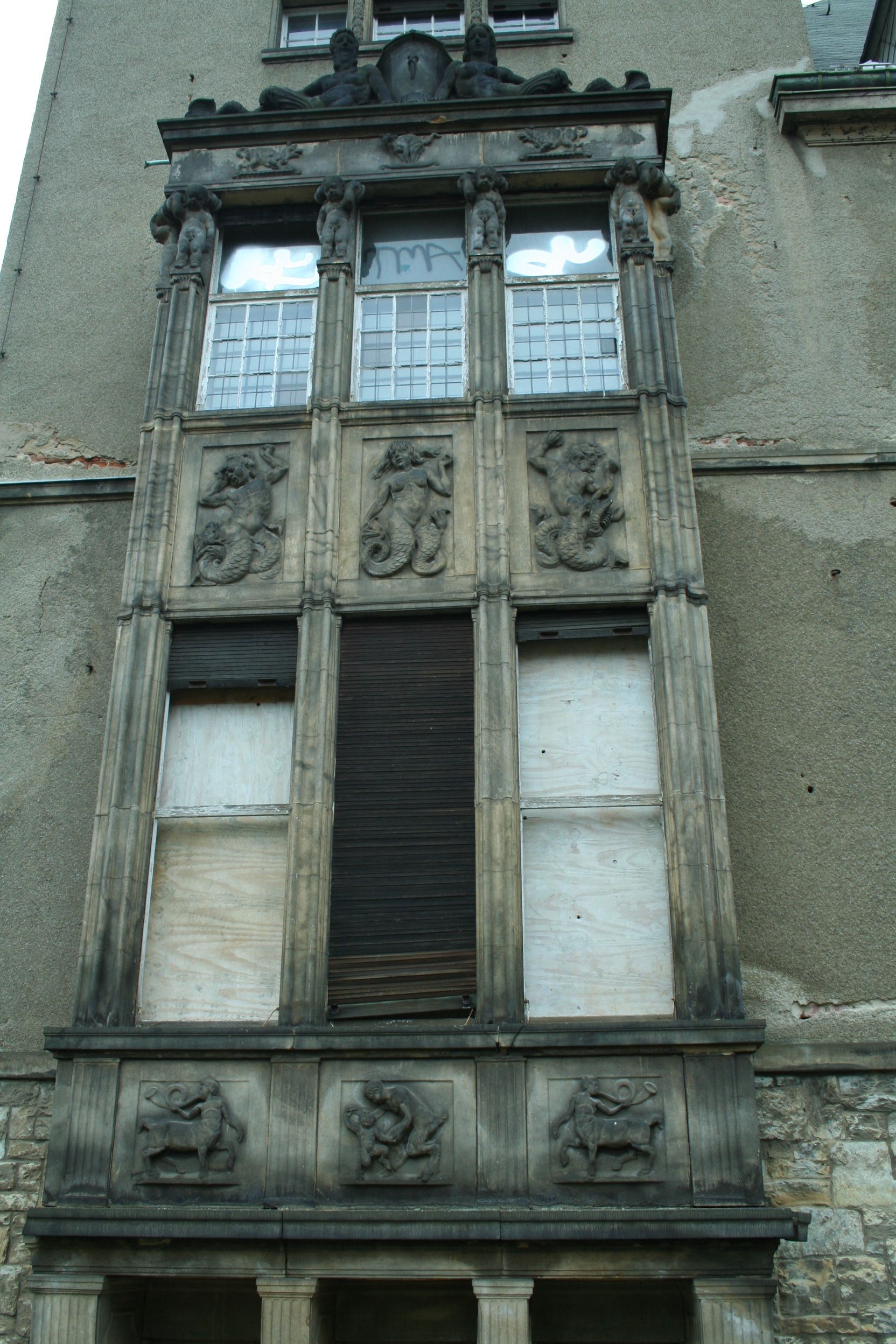
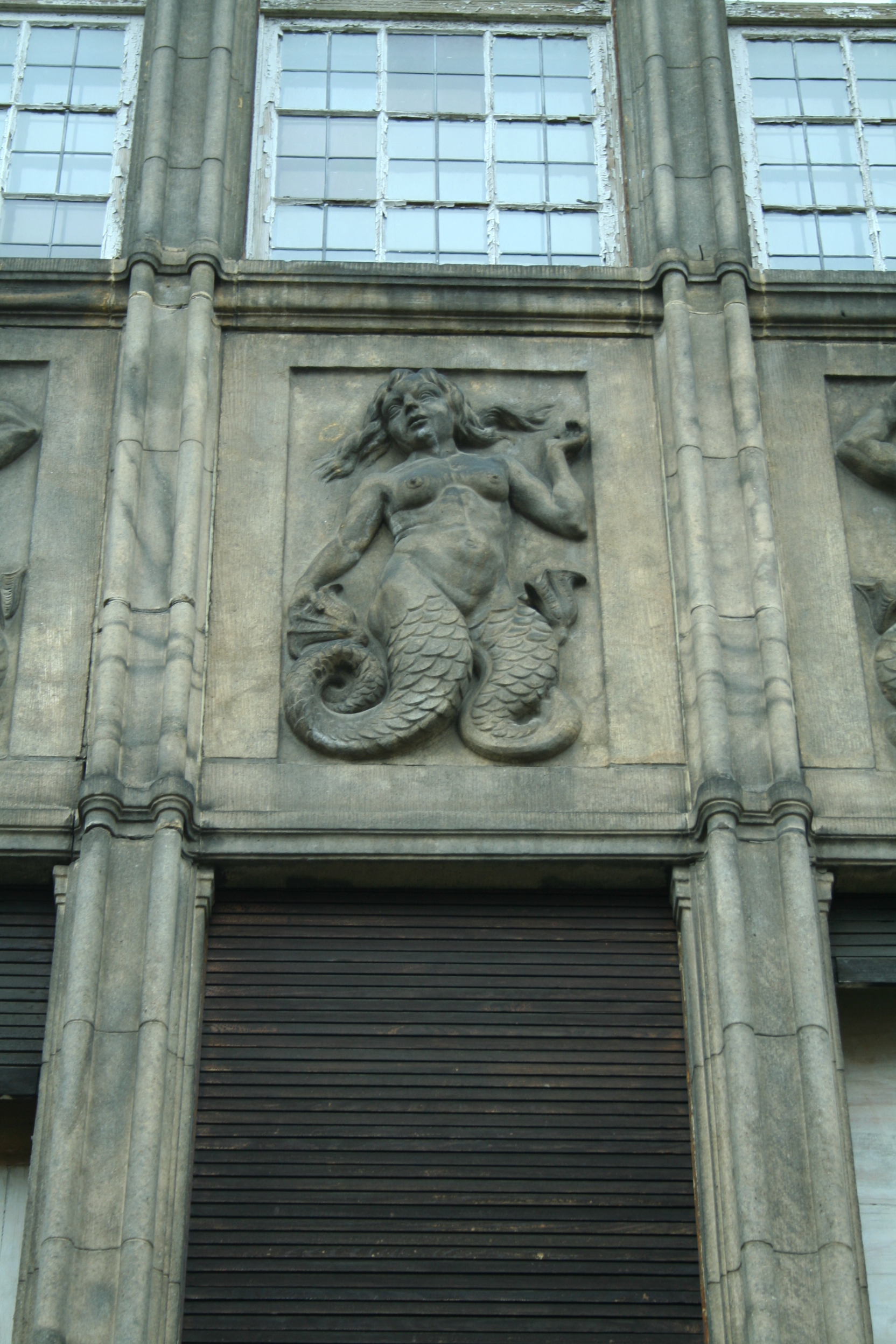
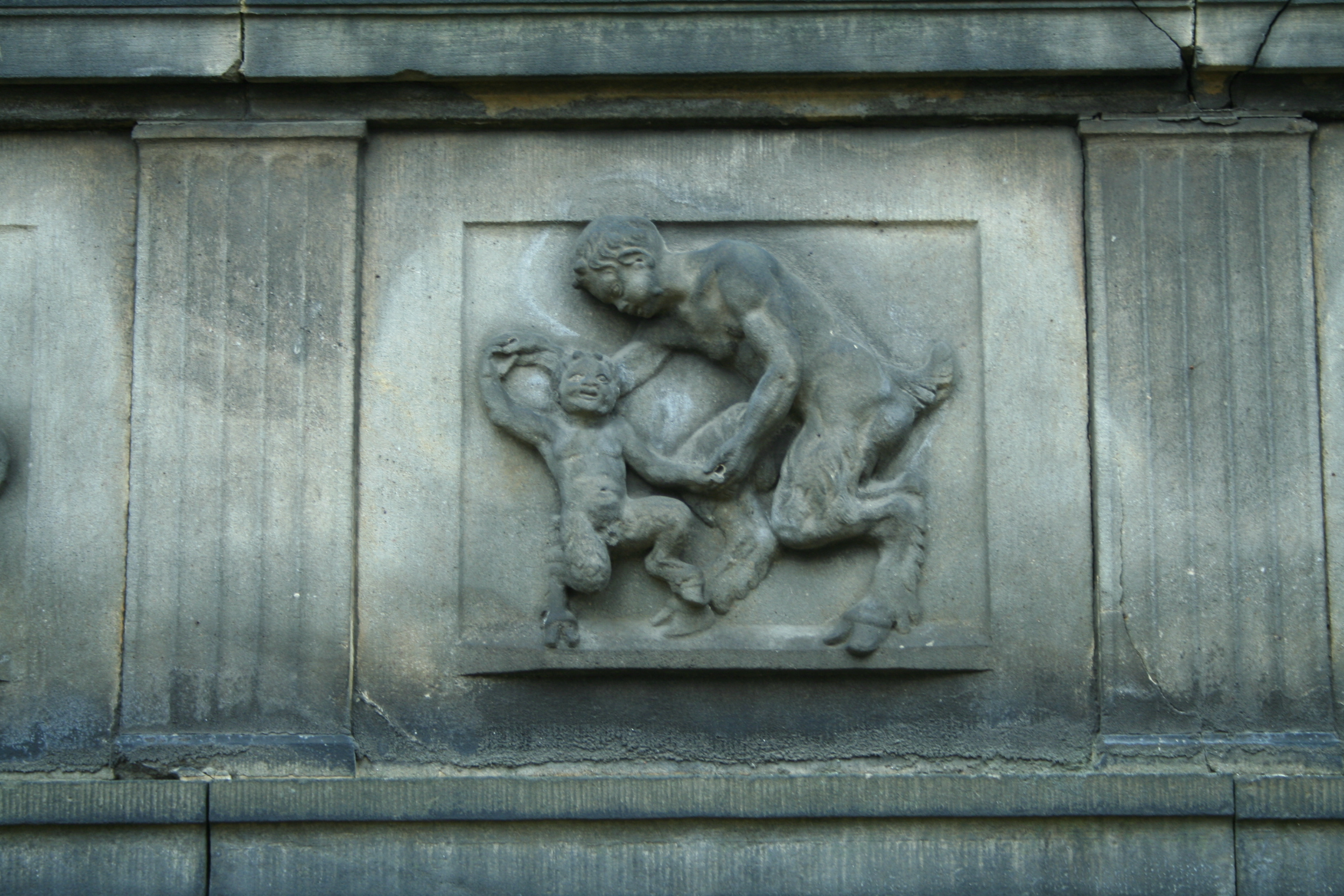
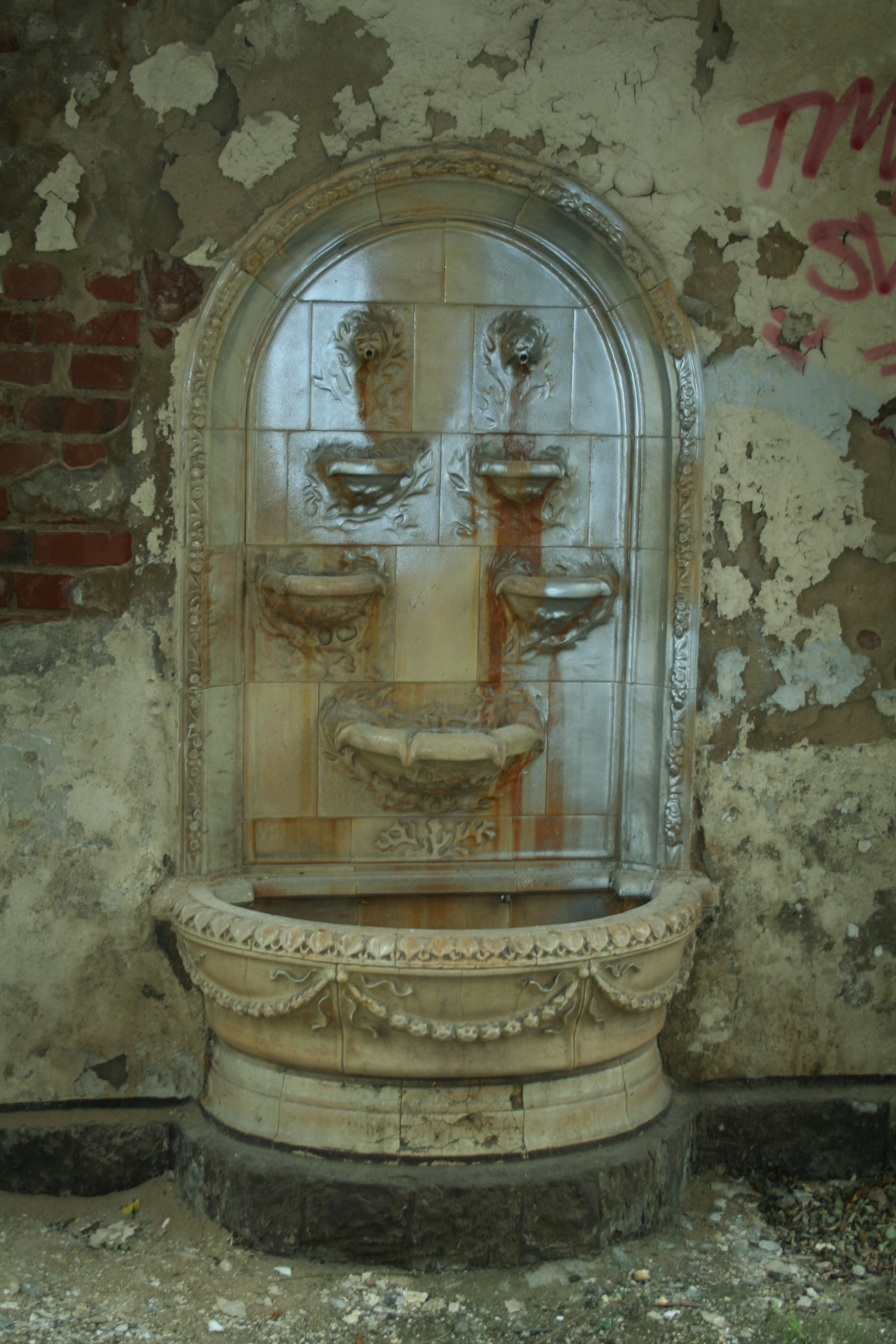

Die Fotos zeigen verschiedene Gebäudeansichten sowie architektonische und gestalterische Details im November 2007.